# Paramaechidius speciosus
Paramaechidius speciosus är en skalbaggsart som beskrevs av Frey 1969. Paramaechidius speciosus ingår i släktet Paramaechidius och familjen Melolonthidae. Inga underarter finns listade i Catalogue of Life.